# Laurent Fignon
Laurent Fignon (ur. 12 sierpnia 1960 w Paryżu, zm. 31 sierpnia 2010) – francuski kolarz szosowy. W latach 1983 i 1984 wygrał Tour de France.
Fignon, którego znakiem rozpoznawczym były okulary korekcyjne i długie blond włosy, zaczynał w wyścigach amatorskich, dostał się również do reprezentacji Francji na Wyścig Pokoju w roku 1981 – zajął wtedy 32. miejsce. Swoją profesjonalną karierę zaczął w roku 1982. Już rok później, jako 23-latek wygrał najcięższy wyścig kolarski – Tour de France i powtórzył ten wyczyn w rok później. Łącznie wygrał 9 etapów w tym najważniejszym wyścigu na świecie. Jednak najsłynniejszym jego występem w Tourze był rok 1989 i jego drugie miejsce w tym wyścigu. W łącznej klasyfikacji przegrał z Amerykaninem, Gregiem LeMondem tylko o 8 sekund. Jest to do dziś najmniejsza różnica między zwycięzcą a drugim zawodnikiem w Tour de France. LeMond zdobył koszulkę lidera na 5. etapie, Fignon odebrał mu ją na etapie 10., po czym na dwa dni odzyskał ją znowu LeMond na etapie 15. Jednak na etapie 17. to znów Fignon nosił 'maillot jaune'. Odstęp między nimi nigdy nie wynosił więcej niż 1 minuta w klasyfikacji generalnej. Przed ostatnim etapem, jazdą indywidualną na czas, kończącą się na paryskich Champs-Élysées, Fignon miał 50 sekund przewagi. LeMond wygrał ostatni etap z przewagą 58 sekund nad Fignonem i dało mu to 8 sekund przewagi w klasyfikacji generalnej.
Obok sukcesów w Tour de France, Fignon wygrał także Giro d’Italia w 1989, jak również odnosił liczne sukcesy w jednodniowych klasykach.
Po zakończeniu kariery sportowej zajmował się komentowaniem wyścigów kolarskich dla telewizji francuskiej. Zmarł w wyniku choroby nowotworowej 31 sierpnia 2010.

## Ważniejsze zwycięstwa
- Tour de France (1983, 1984)
- Giro d’Italia (1989)
- Grand Prix des Nations (1989)
- Mediolan-San Remo (1988, 1989)
- La Flèche Wallonne (1986)
- Critérium des As (1989)
- Paris-Camembert (1988)
- Mistrzostwo Francji (1984)
- Critérium International (1982, 1990)
- Tour de l’Avenir (1988)
- Tour des Pays-Bas (Tour of The Netherlands) (1989)